# Erich Gaida
Erich Gaida (* 23. Juni 1928 in Hennersdorf, Tschechoslowakei; † 13. Februar 2015) war ein Oberst des Ministeriums für Staatssicherheit (MfS) der DDR. Er war Arbeitsgruppenleiter im Sektor Wissenschaft und Technik der Hauptverwaltung A (HVA), des Auslandsnachrichtendienstes der DDR.

## Leben
Gaida, Sohn eines Lagerarbeiters, der als Kommunist 1938 verhaftet und 1944 im KZ Buchenwald ermordet wurde, besuchte die Mittelschule, wurde nach deren Abschluss 1944 im Alter von 16 Jahren in die Wehrmacht eingezogen und kämpfte im Zweiten Weltkrieg. 1945 geriet er in sowjetische Kriegsgefangenschaft, aus der er 1948 entlassen wurde.
Nach seiner Rückkehr nach Deutschland ließ sich Gaida in der Sowjetischen Besatzungszone nieder, arbeitete zunächst als Monteur und trat in die Sozialistische Einheitspartei Deutschlands (SED) ein. 1950 wurde er vom MfS eingestellt und war bis 1954 in der Wirtschaftsabteilung der Länderverwaltung Thüringen eingesetzt.
Nach kurzer Tätigkeit in der Kreisdienststelle in Putbus auf der Insel Rügen wechselte Gaida 1955 zur HVA, dem Auslandsnachrichtendienst der DDR in Ostberlin. Von 1955 bis 1971 war er Mitarbeiter der Hauptabteilungen IV und V, zuständig für Wirtschaftsspionage. Er absolvierte 1959/60 mehrere HVA-interne Lehrgänge und von 1967 bis 1969 ein Studium an der Hochschule für Elektrotechnik (HfE) in Ilmenau.
1971 wurde Gaida stellvertretender Leiter der HVA-Abteilung XIV, zuständig für Elektronik- und Optikspionage und 1978 Leiter der Arbeitsgruppe 3 der HVA, zuständig für Wissenschaft und Technik. 1980 wurde er zum Oberst befördert.
Nach dem Ende der DDR erfolgte 1989 seine Freistellung und 1990 seine Entlassung aus dem Dienst.
1996 wurde im Zusammenhang mit der Veruntreuung von DDR-Vermögen in Höhe von 17 Millionen D-Mark gegen Gaida ermittelt und er wurde wegen Fluchtgefahr in Untersuchungshaft genommen. Nach 18 Monaten Untersuchungshaft, die er in der Haftanstalt Berlin-Moabit absaß, wurde am 30. April 1998 Anklage wegen Veruntreuung erhoben. Am 23. Juni 1998 wurde er nach 23 Verhandlungstagen freigesprochen und aus der Haft entlassen. Die Staatsanwaltschaft, die sechs Jahre Haft gefordert hatte, stellte zunächst einen Antrag auf Revision, zog diesen jedoch später zurück.
Gaida verstarb im Alter von 86 Jahren an den Folgen eines schweren Verkehrsunfalls.